# وينيفريد ميليوس لوبيل
وينيفريد ميليوس لوبيل (14 يونيو 1914 - 3 يناير 2012) رسامة توضيحية وفنانة وكاتبة أمريكية. نشطت ميليوس في الحزب الشيوعي الأمريكي في سنوات بلوغها الأولى ودافعت عن العدالة الاجتماعية. بدأت مسيرتها الفنية في رسم بورتريهات لضحايا الكساد الكبير مستخدمة قلم الحبر، وذلك قبل أن تشرع في دراسة نضالات الفقراء العاملين في مدن شرق الولايات المتحدة، إضافةً إلى إنتاج رسومات عن إضرابات الاعتصام في شيكاغو. تشتمل منشورات ميليوس الأكثر شهرةً بوصفها فنانة ورسامة توضيحية، على الرسوم التوضيحية لكتاب التاريخ الطبيعي لشبه جزيرة كيب كود من تأليف دوروثي ستيرلينغ، بعنوان الأراضي الخارجية. كتبت ميليوس ورسمت رسومًا توضيحية تتعلق بدراسات المرأة التي تستكشف النسوية والجنسانية والأسطورة: تحولات باوبو، أساطير الطاقة الجنسية للمرأة عندما كانت في الثمانينات من عمرها. توفيت ميليوس في 3 يناير من عام 2012، بسبب قصور القلب وكانت تبلغ من العمر 97 عامًا.

## حياتها المبكرة
ولدت وينيفريد ميليوس لوبيل في مدينة نيويورك لإلسا سيمونسون وليستر ميليوس وهما من سكان نيويورك الأثرياء، إذ هاجر أسلاف ميليوس إلى الولايات المتحدة من بافاريا في القرن التاسع عشر وحققوا ثروات في مجالي العقارات والنسيج في مانهاتن. نشأ والداها في أسرة يهودية-ألمانية في نيويورك، وكانا مدركين لوضعهما الاجتماعي ونظرا بازدراءٍ لمن هم أدنى منهم في السلم الاجتماعي. كانت والدتها أكثر ليبرالية من والدها وهي الأخت الصغرى للمصمم المسرحي والناقد الشهير لي سيمونسون. أدت هذه التنشئة إلى تواصل إلسا سيمونسون اجتماعيًا مع فنانين حداثيين مثل تشارلز ديموث ومارسدن هارتلي وفلورين ستيتهايمر، وويليام ومارغريت تزوراك. التحقت ميليوس منذ عام 1922 وحتى عام 1932، بمدرسة فيلدستون للثقافة الأخلاقية التي تناقضت مع آراء والدها من خلال تدريسها المساواة العرقية والعدالة الاجتماعية والحرية الفكرية. كانت دراستها في فيلدستون السبب في أن يُطلق عليها لقب «المتمردة» عندما كانت شابة، احتجاجًا على المعايير المزدوجة للطبقة العليا.

## مسيرتها في الفن

### أيامها الأولى
كانت والدتها، إلسا سيمونسون رسامة هاوية، وعملت في مرسم كبير في ريفرسايد درايف (مانهاتن) حيث بدأت ابنتها وينيفريد استكشافاتها الفنية. أقامت سيمونسون معرضًا فرديًا بوصفها عضوًا في معارض الفنانين التعاونية الفنية في أبريل في عام 1923. في ذلك العام أيضًا، انضمت إلى صالونات أمريكا التي أسسها الفنان هاميلتون إيستر فيلد وآخرون ممن غادروا جمعية الفنانين المستقلين. رسمت لوحات طبيعة صامتة: أزهار ولوحات عراة ومناظر طبيعية ريفية، وعرضت أعمالها خلال عشرينيات القرن الماضي حتى عام 1928، إذ أقعدها مرض باركنسون عن الرسم.
توفيت الوالدة إلسا سيمونسون في عام 1933، ما دفع ابنتها ميليوس إلى أن تنخرط بجدية أكبر في مسيرتها الفنية. فالتحقت بالأكاديمية الوطنية للتصميم لتعلم رسم الأجساد في أكتوبر من عام 1933. إلا أنها أُحبطت في النهاية بسبب جو الأكاديمية الصارم والمحافظ. تركت ميليوس المدرسة بعد أن طلب منها أحد الأساتذة في الأكاديمية التركيز على القوالب الجصية لإضفاء «مهابة كلاسيكية» على رسومات الجسد التي ترسمها، وأعلنت أنها ستنتقل من نيويورك. لكنها أخذت دروسًا في رابطة طلاب الفن في نيويورك بدلًا من المغادرة، إذ كان بإمكان الطلاب اختيار فصولهم الخاصة دون إرشاداتٍ صارمة. بدأت ميليوس دروسًا في رسم الأجساد تحت إشراف الفنان جورج غروس. نالت فرصة الدراسة تحت إشراف غروس إعجاب ميليوس بسبب أيديولوجياته اليسارية وابتكاراته التقنية. وعلى الرغم من خيبة أملها من تبرّمه السياسي، وجدت ميليوس في رحلات غروس الصفية إلى مدن الصفيح في هوفرفيل تأثيرًا كبيرًا، إذ وثقت وزملاؤها في الفصل محنة المشردين خلال فترة الكساد الكبير. جسدت ميليوس أولئك الضحايا والفقراء الذين لاحظتهم، ضمن رسوماتها التي تطورت في النهاية إلى مطبوعات.